# Antonio Scurati
Antonio Scurati, né le 25 juin 1969 à Naples en Italie, est un écrivain italien.

## Biographie

### Professeur
Scurati est professeur de littérature à l'université libre des langues et de la communication de Milan.
Il est également professeur à l'université de Bergame, où il coordonne le Groupe de recherche sur les langages de la guerre et de la violence.
Il collabore par ailleurs régulièrement avec le journal italien La Stampa.

### Écrivain
Dans Le Survivant, il raconte l'histoire d'un professeur de philosophie seul rescapé d'un massacre commis par un candidat au bac contre ses examinateurs, faisant le portrait  « d'une jeunesse "qui a horreur du vide et qui donc crée le vide autour d'elle" »
En 2019, il débute le projet d'écrire un grand roman historique sur Benito Mussolini sous forme d'un triptyque, qui devint une pentalogie sur l'Italie fasciste. Au sujet de M. L'enfant  du siècle, il a déclaré : « Mussolini est le père des leaders populistes, le premier à créer un leader qui ne précède pas le peuple avec des objectifs inaccessibles, mais le suit, renifle ses humeurs pour les alimenter. Il dit : je suis l’homme de l’après. Il n’a aucun programme, aucun principe, il est le vide qui se remplit du peuple »,

## Accusation de censure contre son discours antifasciste en avril 2024
En avril 2024, Scurati a d'abord été invité dans l'épisode du 20 avril de l'émission Chesarà... diffusé sur Rai 3, dans lequel il était censé prononcer un monologue sur l'anniversaire de la Libération de l'Italie, ; le discours consistait en une version abrégée d'un article publié la veille dans la Repubblica, dans lequel l'auteur rappelait l'assassinat de Giacomo Matteotti et les massacres nazis des Fosses ardéatines, de Sant'Anna di Stazzema et de Marzabotto, accusant ainsi Fratelli d'Italia, parti membre de la majorité soutenant le gouvernement Meloni, de n'avoir jamais « [répudié] son passé néo-fasciste »,. Cependant, le discours de Scurati a été annulé par la suite, un choix critiqué par les partis d'opposition et le syndicat interne Usigrai (l'acronyme de Unione Sindacale Giornalisti Rai),, ainsi que par la présentatrice de l'émission elle-même, Serena Bortone,. Le directeur de l'émission Approfondimento de la RAI, Paolo Corsini, et le Premier ministre, Giorgia Meloni, ont tous deux nié les accusations de censure, affirmant au contraire que le choix était dû à des divergences sur la compensation financière à allouer à Scurati, ; cette version a toutefois été démentie par l'auteur, qui a qualifié le commentaire de Meloni comme « une violence » à son égard,, et par Bortone, qui a de toute façon lu le monologue en personne pendant l'épisode de Chesarà...,. En outre, une enquête de La Repubblica a révélé l'existence d'une communication interne à la RAI qui parlait explicitement de « raisons éditoriales » par rapport à l'annulation du discours,. Le texte intégral du discours de Scurati, d'abord partagé sur Facebook, y compris par Meloni,, a ensuite été republié par des journaux,, et également lu par Massimo Gramellini et Roberto Vecchioni au cours de l'épisode du 20 avril de l'émission In altre parole, diffusée sur LA7.

## Distinctions
Antonio Scurati obtient le prix Campiello en 2005 pour Il sopravvissuto (Le Survivant).
Il obtient le prix Viareggio en 2015 pour Il tempo migliore della nostra vita et le prix Strega en 2019 pour M. il figlio del secolo (M. L'enfant du siècle), qui raconte l'ascension de Mussolini. Le prix du livre européen lui est attribué pour M, l’homme de la providence, 2021.

## Œuvres
- Il rumore sordo della battaglia, 2002 – Prix littéraire Edoardo Kihlgren de la première œuvre
- Guerra. Narrazioni e culture nella tradizione occidentale, 2003
- Il sopravvissuto, 2005

Le Survivant , trad. Dominique Vittoz, Éditions Flammarion, 2008, 363 p.  (ISBN 978-2-08-120575-8)
- La letteratura dell'inesperienza, 2006
- Una storia romantica, 2007

Une histoire romantique, trad. Dominique Vittoz, Éditions Flammarion, 2014, 455 p.  (ISBN 978-2-0812-1372-2)
- Il bambino che sognava la fine del mondo, 2009

L'Enfant qui rêvait de la fin du monde, trad. Dominique Vittoz, Éditions Flammarion, 2011, 301 p.  (ISBN 978-2-08-124916-5)
- Gli anni che non stiamo vivendo. Il tempo della cronaca, 2010
- La seconda mezzanotte, 2011
- Il padre infedele, 2013
- Il tempo migliore della nostra vita, 2015
- M. Il figlio del secolo (Mussolini tome 1), éditions Bompiani, coll. « Narratori italiani », 2018

M, l'enfant du siècle, trad. Nathalie Bauer, éditions Les Arènes, 2020  (ISBN 979-10-375-0221-6), 864 p
- M. L'uomo della provvidenza (Mussolini tome 2), éditions Bompiani, coll. « Narratori italiani », 2020  (ISBN 978-88-301-0265-1)

M, l’homme de la providence, éditions Les Arènes, 2021  (ISBN 979-10-375-0458-6), 672 p.
- M. Gli ultimi giorni dell'Europa (Mussolini tome 3), éditions Bompiani, coll. « Narratori italiani », 2022  (ISBN 9788830104969)

M, les derniers jours de l'Europe, éditions Les Arènes, 2023  (ISBN 979-10-375-0970-3), 462 p
- M. L'ora del destino (Mussolini tome 4), éditions Bompiani, coll. « Narratori italiani », 2024  (ISBN 9788830104976)

- M. La fine e il principio (Mussolini tome 5), éditions Bompiani, coll. « Narratori italiani », 2025  (ISBN 9788830106987)